# Afroideus cruciatus
Afroideus cruciatus är en insektsart som beskrevs av Rauno E. Linnavuori 1961. Afroideus cruciatus ingår i släktet Afroideus och familjen dvärgstritar. Inga underarter finns listade i Catalogue of Life.